# 塔塔科托
塔塔科托（Tatakoto）是法国海外集体法屬玻里尼西亞土阿莫土-甘比尔群岛行政区的一个市镇，领土涵盖同名环礁。

## 地理
塔塔科托（17°20'23"S, 138°23'35"W）面积7.3 平方千米，位于法国海外集体法屬玻里尼西亞土亞莫土群島。
由于塔塔科托领土为海洋中的环礁和岛屿，故不与任何市镇接壤。

## 行政
塔塔科托的邮政编码为98783，INSEE市镇编码为98751。

## 政治
塔塔科托的现任市长为埃内斯特-伊吉诺·特阿加伊（Ernest-Igino Teagai）先生，任期为2020-2026年。

## 人口
塔塔科托于2022年时的人口数量为180人。